# 蕭汝芳
蕭汝芳（？—？），字斯妍，號丰源，遼東鐵嶺衛官籍，江西吉安府泰和縣人，明朝政治人物。

## 生平
萬曆七年（1579年）己卯科順天府鄉試第十名，萬曆十一年（1583年）癸未科會試第二百七十名，登三甲第六十二名進士。十三年授陕西涇陽知縣，十五年降一级調用，二十一年降代州判官，本年升長治知縣，後升兵部主事，二十四年养病。

## 家族
曾祖蕭景德；祖父蕭永福，曾任訓導；父蕭鳳雝，曾任歲貢生。母傅氏。